# Canton de Mantes-la-Ville
Le canton de Mantes-la-Ville est une ancienne division administrative française, située dans le département des Yvelines et la région Île-de-France.

## Composition
Le canton de Mantes-la-Ville  groupait 4 communes jusqu'en mars 2015 :
- Buchelay : 2 203  habitants,
- Magnanville : 5 624 habitants,
- Mantes-la-Ville : 19 231 habitants,
- Rosny-sur-Seine : 4 758 habitants.

## Représentation
| Période | Période | Identité        | Étiquette   | Qualité |
| ------- | ------- | --------------- | ----------- | --- |
| 1976    | 1982    | René Martin     | PCF         | Ancien principal de collège Ancien conseiller général du Canton de Mantes-la-Jolie (1967-1970 et 1973-1976) Maire de Mantes-la-Ville (1977-1984) |
| 1982    | 2001    | Jacques Boyer   | PS          | Ingénieur Maire de Mantes-la-Ville (1989-1995)                                                                                                   |
| 2001    | 2015    | André Sylvestre | MDC puis PS | Instituteur Maire de Magnanville (1983-2014) |

## Démographie
| 1982   | 1990   | 1999   | 2006   | 2011   | 2012   |
| ------ | ------ | ------ | ------ | ------ | ------ |
| 27 336 | 32 018 | 31 816 | 31 249 | 33 763 | 34 177 |